# Pizzerie

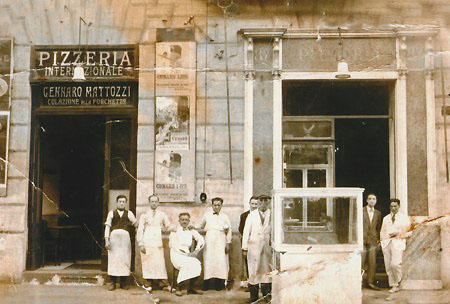
Pizzerie a její personál na Via Depretis v Neapoli kolem roku 1910

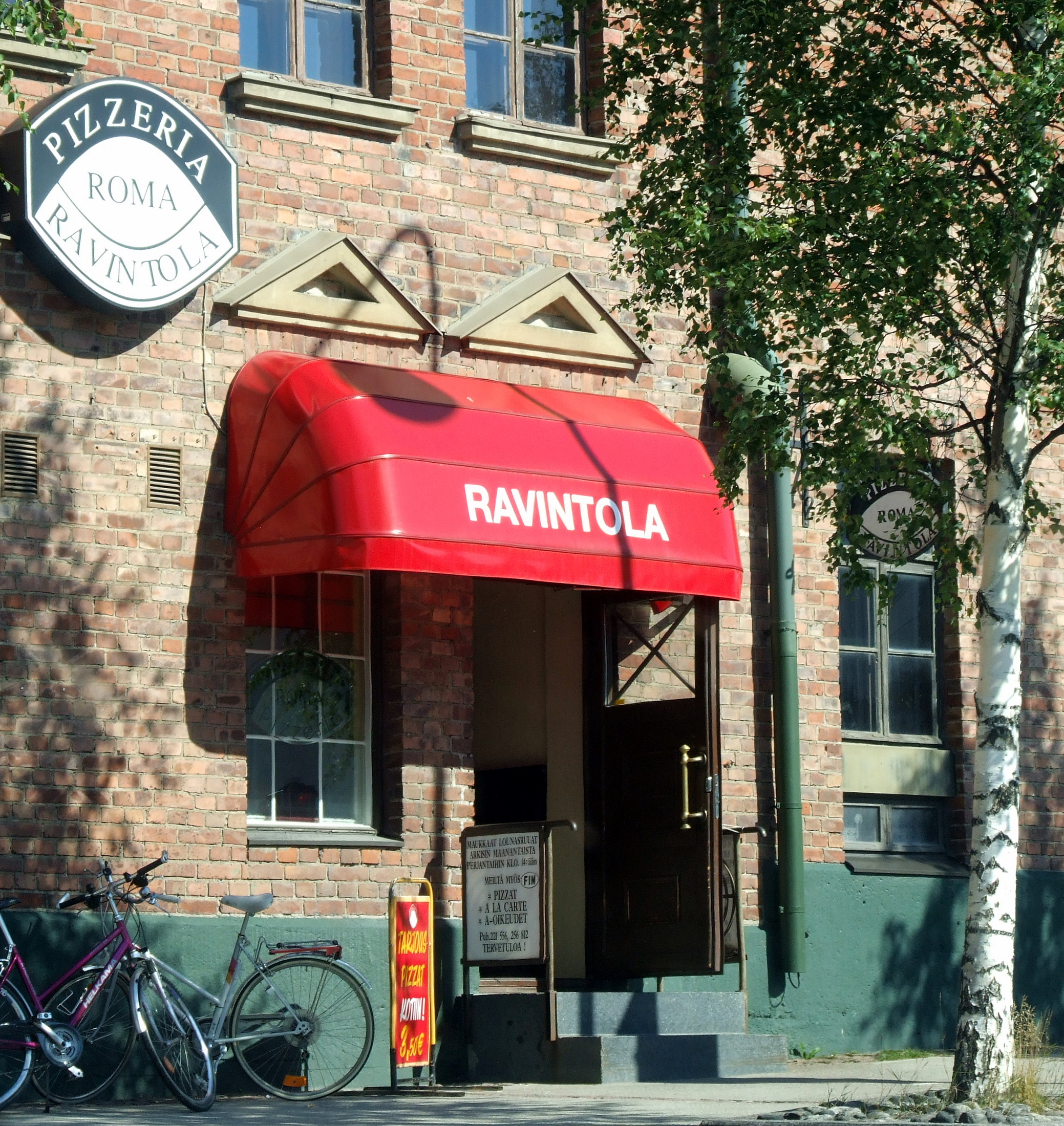
Pizzeria Roma v Kemi, Finsko

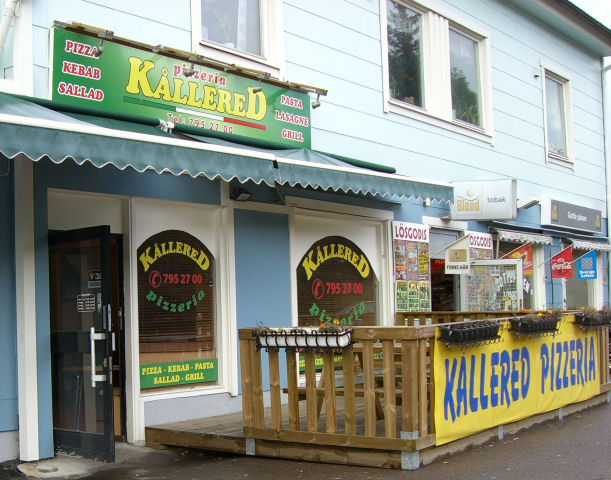
Pizzerie v Kålleredu, Švédsko

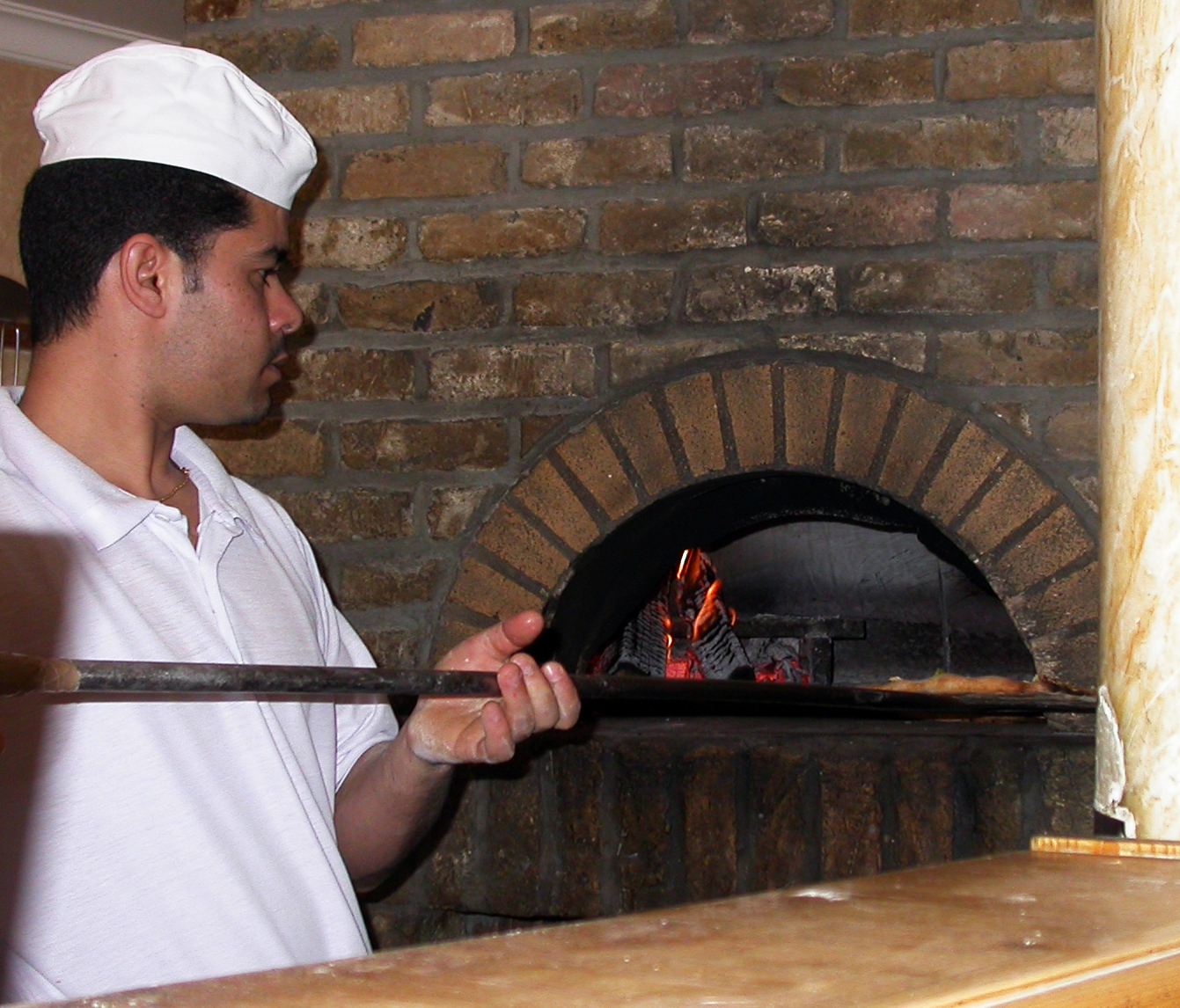
Kuchař připravující pizzu v peci

Pizzerie je druh restaurace, který se zaměřuje především na pizzu. Kromě pizzy mohou pizzerie nabízet také kebab, saláty a těstoviny.
Mnoho pizzerií nabízí jídlo s sebou, kdy si zákazník objedná předem nebo přímo v restauraci a připravené jídlo si pak odnese v krabicích na pizzu a sní na jiném místě. Některé pizzerie dokonce poskytují dovoz jídla až domů, kdy kurýr dopraví objednané jídlo až k vnějším dveřím zákazníka nebo na jiné dohodnuté místo, pokud se adresa dodání nachází v přijatelné vzdálenosti od pizzerie. Pizzu lze přepravovat autem, ale v mnoha zemích  kurýři rozvážejí na kole nebo mopedu. Jídlo lze objednat přímo v restauraci, telefonicky a v současné době často také prostřednictvím internetu.
V Itálii byla pizza tradičně jídlem pro chudé, a proto obsahovala málo surovin a především ty levné. Když po druhé světové válce vzrostla její popularita ve Spojených státech, stala se pizza převážně praktickým pokrmem, který se rychle a snadno připravuje, a tak přestala být jídlem pro chudé jako takovým. Pizza nebyla nijak zvlášť drahá, ale zvýšil se počet ingrediencí a již se nevyráběla pouze z levných surovin. Dostupnost se ještě navýšila, když byly vynalezeny mražené pizzy a rozvoz.
Mezi oblíbené řetězce pizzerií patří Pizza Hut, Papa John's Pizza, Domino's Pizza, PizzaExpress, Kotipizza a Rosso.

## Historie

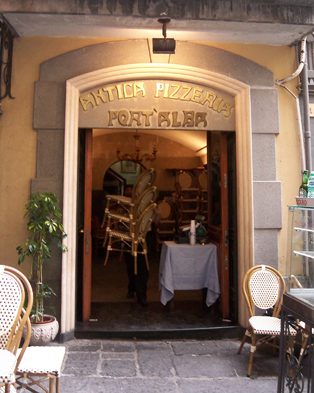
Antica Pizzeria Port'Alba v Neapoli, Itálie

Pravděpodobně nejstarší pizzerií na světě, která funguje dodnes, je Antica Pizzeria Port'Alba v italské Neapoli. Restaurace byla založena v roce 1738 jako pohostinské zařízení pro obchodníky a v roce 1830 byla přestavěna na restauraci se stoly, židlemi a horním patrem.
Jednu z prvních pizzerií na světě založil v Neapoli Raffaele Esposito v roce 1830. Restaurace, která funguje dodnes, se jmenuje Pizzeria Brandi. První pizza Margherita byla upečena v roce 1889 v barvách italské vlajky na počest královny Margherity Savojské, která restauraci navštívila.
Ve Spojených státech započal prodej pizzy v roce 1905, kdy Gennaro Lombardi instaloval ve svém obchodě-kavárně pec a začal prodávat plátky pizzy.
První pizzerií ve Finsku byla restaurace Giovanni, kterou v roce 1961 založil ve městě Hamina Giovanni Tedeschi, a fungovala až do začátku 80. let 20. století. Další pizzerií založenou ve Finsku byla restaurace Adriano Bar, kterou v roce 1964 založil Adriano Vinciguerra ve městě Lappeenranta.

## Rychlé občerstvení

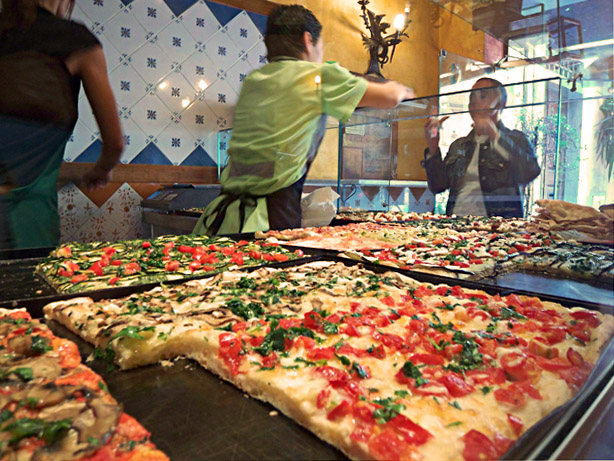
Pizza al taglio v prodeji v Římě, Itálie

Koncem 20. století způsobil koncept rychlého občerstvení změny v prodeji pizzy. V Itálii se začaly objevovat stánky s jídlem nabízející pizzu al taglio (italsky „pizza na kousky“), kde se pekla velká obdélníková pizza prodávaná na malé kousky. Tyto plátky jsou zřídkakdy doplněny více než dvěma ingrediencemi, nepočítaje rajčata a sýr.

## Pizzerie vlastněné imigranty
V mnoha evropských zemích, například ve Švédsku, pochází významná část majitelů a zaměstnanců pizzerií z přistěhovaleckého prostředí. Tento vysoký počet přistěhovalců pracujících v gastronomickém průmyslu se neomezuje pouze na Švédsko – vyskytuje se ve většině zemí OECD.
Ve Švédsku je mnoho pizzerií vlastněno přistěhovalci a fungují jako nezávislé malé podniky. Tento podnikatelský model se začal uplatňovat poté, co byla pizza v 70. letech 20. století Švédsku představena.
Sociolog Henrik Hultman ukázal řadu důvodů, proč se přistěhovalci z mimoevropských zemí rozhodli pracovat v pizzeriích. V porovnání s jinými podniky je založení malé pizzerie relativně levné a nevyžaduje zvláštní školení. Přistěhovalci s nedostatečným vzděláním a pracovními zkušenostmi v pozadí kvůli válce nebo obtížnému imigračnímu procesu si mohou zvolit podnikání v pizzerii jako životaschopnou alternativu, ale také vzdělané lidi může čekat dlouhé studium, aby mohli ve Švédsku vykonávat svou původní profesi. Provoz pizzerie je ve srovnání s dlouhodobými investicemi nutnými pro studium životaschopným způsobem, jak uživit sebe a svou rodinu. Mnoho majitelů pizzerií pochází ze sociálního prostředí, kde je podnikání vysoce ceněno, a je běžné, že také jejich rodiče vlastnili malé rodinné podniky nebo v nich pracovali, například jako zemědělci nebo řemeslníci. Vliv mohou mít i jazykové obtíže, kontakty v gastronomickém podnikání prostřednictvím přátel nebo krajanů tak umožňují snadný start v podnikání. Manuální práce nevyžadující speciální vzdělání nejsou příliš časté, tudíž existuje jen málo alternativ.